# Lijst van voetbalinterlands Liechtenstein - San Marino
Deze lijst van voetbalinterlands is een overzicht van alle officiële voetbalwedstrijden tussen de nationale teams van Liechtenstein en San Marino. De landen hebben tot op heden acht keer tegen elkaar gespeeld. De eerste ontmoeting was een vriendschappelijke wedstrijd in Vaduz op 20 augustus 2003. Het laatste duel, een groepswedstrijd tijdens de UEFA Nations League 2024/25, vond plaats op 18 november 2024 in de Liechtensteinse hoofdstad.

## Wedstrijden
| № | Plaats     | Datum            | Competitie                  | Wedstrijd                  | Uitslag |
| - | ---------- | ---------------- | --------------------------- | -------------------------- | ------- |
| 1 | Vaduz      | 20 augustus 2003 | Vriendschappelijk           | Liechtenstein − San Marino | 2 − 2   |
| 2 | Serravalle | 28 april 2004    | Vriendschappelijk           | San Marino − Liechtenstein | 1 − 0   |
| 3 | Serravalle | 9 februari 2011  | Vriendschappelijk           | San Marino − Liechtenstein | 0 − 1   |
| 4 | Eschen     | 31 maart 2015    | Vriendschappelijk           | Liechtenstein − San Marino | 1 − 0   |
| 5 | Rimini     | 8 september 2020 | UEFA Nations League 2020/21 | San Marino − Liechtenstein | 0 − 2   |
| 6 | Vaduz      | 13 oktober 2020  | UEFA Nations League 2020/21 | Liechtenstein − San Marino | 0 − 0   |
| 7 | Serravalle | 5 september 2024 | UEFA Nations League 2024/25 | San Marino − Liechtenstein | 1 − 0   |
| 8 | Vaduz      | 18 november 2024 | UEFA Nations League 2024/25 | Liechtenstein − San Marino | 1 − 3   |

## Samenvatting
| Competitie          | Totaal gespeeld | Winst Liechtenstein | Gelijk | Winst San Marino | Doelsaldo Liechtenstein – San Marino |
| ------------------- | --------------- | ------------------- | ------ | ---------------- | ------------------------------------ |
| UEFA Nations League | 4               | 1                   | 1      | 2                | 3 − 4                                |
| Vriendschappelijk   | 4               | 2                   | 1      | 1                | 4 − 3                                |
| Totaal              | 8               | 3                   | 2      | 3                | 7 − 7                                |

## Details

### Derde ontmoeting
| Vriendschappelijk (Serravalle, San Marino, 9 februari 2011): |       |                       |
| San Marino                                                   | 0 – 1 | Liechtenstein         |
|                                                              | goals | 57' Michele Polverino |
| - Debuut van Andrea Moroni voor San Marino.                  |       |                       |

### Vierde ontmoeting
| Vriendschappelijk (Eschen, Liechtenstein, 31 maart 2015): |       |            |
| Liechtenstein | 1 – 0 | San Marino |
| Daniel Kaufmann 29' | goals |            |
| - Debuut van Armando Heeb (FC Balzers) voor Liechtenstein. - Debuut van Davide Cesarini (SP Tre Penne) en Fabio Tomassini (AC Bellaria Igea Marina) voor San Marino. |       |            |

LFV · A-internationals · Bondscoaches · Statistieken · Liechtensteins vrouwenelftal · Liechtenstein U21 · Liechtenstein U19 · Liechtenstein U18 · Liechtenstein U17 · Liechtenstein U16
1980 – 1989 ·
1990 – 1999 ·
2000 – 2009 ·
2010 – 2019 ·
2020 − 2029
1981 · 
1982 · 
1983 · 
1984 · 
1985 · 
1986 · 
1987 · 
1988 · 
1989 · 
1990 · 
1991 · 
1992 · 
1993 · 
1994 · 
1995 · 
1996 · 
1997 · 
1998 · 
1999 · 
2000 · 
2001 · 
2002 · 
2003 · 
2004 · 
2005 · 
2006 · 
2007 · 
2008 · 
2009 · 
2010 · 
2011 · 
2012 ·
2013 ·
2014 ·
2015 ·
2016 ·
2017 ·
2018 ·
2019 ·
2020 ·
2021 ·
2022 ·
2023 ·
2024
Albanië ·
Andorra ·
Armenië ·
Australië ·
Azerbeidzjan ·
België ·
Bosnië en Herzegovina ·
China ·
Denemarken ·
Duitsland ·
Engeland ·
Estland ·
Faeröer ·
Finland ·
Georgië ·
Gibraltar ·
Griekenland ·
Hongarije ·
Hongkong ·
Ierland ·
IJsland ·
Indonesië ·
Israël ·
Italië · 
Kaapverdië ·
Kroatië ·
Letland ·
Litouwen ·
Luxemburg ·
Malta ·
Moldavië ·
Montenegro ·
Nederland ·
Noord-Ierland ·
Noord-Macedonië ·
Oostenrijk ·
Polen ·
Portugal ·
Qatar ·
Roemenië ·
Rusland ·
San Marino ·
Saoedi-Arabië ·
Schotland ·
Slowakije ·
Spanje ·
Thailand ·
Togo ·
Tsjechië ·
Turkije ·
Verenigde Staten ·
Wales ·
Wit-Rusland ·
Zweden ·
Zwitserland
FSGC · A-internationals · Bondscoaches · Statistieken · San Marino U21 · San Marino U19 · San Marino U18 · San Marino U17 · San Marino U16
1986 – 1989 · 1990 – 1999 · 2000 – 2009 · 2010 – 2019 · 2020 – 2029
2000 · 2001 · 2002 · 2003 · 2004 · 2005 · 2006 · 
Albanië · 
Andorra ·
Azerbeidzjan ·
België · 
Bosnië en Herzegovina · 
Bulgarije ·
Canada ·
Cyprus ·
Denemarken ·
Duitsland · 
Engeland · 
Estland · 
Faeröer · 
Finland · 
Gibraltar · 
Griekenland · 
Hongarije · 
Ierland · 
IJsland ·
Israël · 
Italië · 
Kaapverdië ·
Kazachstan ·
Kosovo ·
Kroatië · 
Letland · 
Libanon · 
Liechtenstein · 
Litouwen · 
Luxemburg ·
Malta ·
Moldavië ·
Montenegro ·
Nederland · 
Noord-Ierland · 
Noorwegen ·
Oekraïne ·
Oostenrijk · 
Polen · 
Roemenië · 
Rusland · 
Saint Kitts en Nevis ·
Saint Lucia ·
Schotland · 
Servië en Montenegro · 
Seychellen ·
Slovenië · 
Slowakije · 
Spanje · 
Syrië ·
Tsjechië · 
Turkije · 
Wales · 
Wit-Rusland · 
Zweden · 
Zwitserland
Nederland (2011)